# Almamy Touré
Almamy Touré, född 28 april 1996 i Bamako, är en fransk-malisk fotbollsspelare som spelar för Eintracht Frankfurt.

## Karriär
Den 31 januari 2019 värvades Touré av Eintracht Frankfurt, där han skrev på ett 4,5-årskontrakt.